# 圣巴勃罗 (加利福尼亚州)
圣巴勃罗（英語：San Pablo），是美国加利福尼亚州康特拉科斯塔县下属的一个城市。于1948年4月27日建市。城市面积约为6.8平方公里，根据2010年美国人口普查，该市有人口29,139人。

## 教育
西康特拉科斯塔聯合學區有学校。